# Journal of Scientific Computing
Journal of Scientific Computing is een internationaal, aan collegiale toetsing onderworpen wetenschappelijk tijdschrift op het gebied van de toegepaste wiskunde.
De naam wordt in literatuurverwijzingen meestal afgekort tot J. Sci. Comput.
Het wordt uitgegeven door Springer Science+Business Media en verschijnt 3 keer per jaar.
Het eerste nummer verscheen in 1986.